# Maria Fioroni
Maria Fioroni (Castelmassa, 17 marzo 1887 – Legnago, 13 marzo 1970) è stata un'archeologa, storica, ceramologa e filantropa italiana.
Grazie alle sue intense ricerche svoltesi all'interno del palazzo di famiglia (oggi il museo Fioroni di Legnago) a partire dagli anni trenta, essa è considerata uno dei personaggi di maggior spicco del veronese.
culturale necessario ad una cittadina come Legnago

protesa verso un avvenire degno del suo passato.»
(Maria Fioroni, 1965)

## Biografia
Si diplomò nel 1904 presso il collegio "Agli Angeli" di Verona e svolse un lavoro di volontariato in qualità di crocerossina durante la prima guerra mondiale. Grazie a quest'esperienza, iniziò numerosi rapporti epistolari con i soldati al fronte offrendo così, supporto materiale sia ai militari, sia alle famiglie. 
A partire dagli anni venti, Maria Fioroni, diede vita ad una serie di scavi archeologici nella bassa veronese i quali durarono per circa quarant'anni. Grazie a questo meticoloso lavoro, fu possibile recuperare un vasto repertorio di resti archeologici, cimeli rinascimentali e militari i quali diedero vita nel palazzo Accordi-Fioroni all'attuale museo legnaghese.
Dopo aver ricostruito la dimora di famiglia, distrutta dai bombardamenti dei conflitti mondiali, e ricostruito il museo ampliandolo con una serie di ceramiche legnaghesi scoperte nel 1947 - 1948, assieme alla sorella Gemma Fioroni il 15 luglio 1955 diede vita alla Fondazione Museo Fioroni. Nel 1959 creò, inoltre, una biblioteca pubblica la quale venne inaugurata nel 1964.